# Lycinus lagigliai
Espèce
Lycinus lagigliai est une espèce d'araignées mygalomorphes de la famille des Pycnothelidae.

## Distribution
Cette espèce est endémique de la province de Mendoza en Argentine,. Elle se rencontre vers Ñacuñán.

## Description
Le mâle holotype mesure 18,7 mm et la femelle paratype 16,3 mm.

## Systématique et taxinomie
Cette espèce a été décrite par Ferretti en 2015.

## Étymologie
Cette espèce est nommée en l'honneur d'Humberto Antonio Lagiglia.

## Publication originale
- Ferretti, 2015 : « Cladistic reanalysis and historical biogeography of the genus Lycinus Thorell, 1894 (Araneae: Mygalomorphae: Nemesiidae) with description of two new species from western Argentina. » Zoological Studies, vol. 54, no 11, p. 1-15 (texte intégral).